# 我愛上的
《我愛上的》是丁噹繼2007年《離家出走》後的第二張專輯，於2008年7月8日由相信音樂發行，一共收錄十首新歌。經過一年多醞釀，1000首demo精挑細選，多位專業詞曲創作人合力打造（五月天阿信、五月天石頭、陳沒、方文山、廖瑩如、周耀輝、林邁可、彭學斌、王雅君等），再加上錄音室里反覆磨練、一再激發歌唱潛能。丁噹在這張專輯中，以厚實渾亮的嗓音、多元豐富的曲風、與內容精彩的歌詞，演繹年輕女孩為了愛情不顧一切的倔強與執著。

## 曲目
| 曲序 | 曲目     |                 | 作曲            | 备注           |
| ---- | -------- | --------------- | --------------- | -------------- |
| 1.   | 我愛上的 | 陳沒            | 王雅君          |                |
| 2.   | 幸運草   | 黃婷            | 沈聖哲          |                |
| 3.   | 閃光燈   | 廖瑩如          | 陳穎見@口袋音樂 |                |
| 4.   | 耍大牌   | 周耀輝          | 彭學斌口袋音樂  |                |
| 5.   | 猜不透   | 黃婷            | 林邁可          |                |
| 6.   | 我不怕   | 黃婷、MC HotDog | 張簡君偉        | ft. MC HotDog  |
| 7.   | 走火入魔 | 五月天阿信      | 五月天阿信      | ft. 五月天阿信 |
| 8.   | 蘋果光   | 方文山          | 林邁可          |                |
| 9.   | 想得美   | 林白            | 郭偉聰          |                |
| 10.  | 石頭     | 路沚瀛          | 五月天石頭      |                |

## 外部連結
- Della 丁噹的Facebook專頁
- Della 丁噹的Instagram帳戶
- 相信音樂的Facebook專頁
- 相信音樂官方網站 （页面存档备份，存于）